# ماركو بوينو
ماركو بوينو (بالإسبانية: Marco Bueno) (31 مارس 1994 كولياكان المكسيك - ) هو لاعب كرة قدم مكسيكي.

## روابط خارجية
- ماركو بوينو على موقع الاتحاد الدولي (مؤرشف)  (الإنجليزية)
- ماركو بوينو على موقع قاعدة بيانات كرة القدم.إي يو (الإنجليزية)
- ماركو بوينو على موقع ناشيونال فوتبول تيمز (الإنجليزية)
- ماركو بوينو على موقع Soccerway.com (الإنجليزية)
- ماركو بوينو على موقع عالم كرة القدم.نت (الإنجليزية)
- ماركو بوينو على موقع اللجنة الأولمبية الدولية (الإنجليزية)
- ماركو بوينو على موقع أوليمبيديا (الإنجليزية)
- ماركو بوينو على موقع AS.com (الإسبانية)